# León (apellido)

Escudo de la ciudad de León

León es un apellido español de origen leonés, de la ciudad y antiguo reino homónimos en España.
Es un apellido escaso pero extendido por España e Hispanoamérica.

## Origen

### Según Grixalba

Escudo del Reino de León desde 1284 hasta 1390, el cual, según Grixalba, es a su vez el escudo de armas del linaje homónimo

Según el escritor Carlos Grixalba, en su Enciclopedia de heráldica (2005), el apellido León procede de las montañas de León, y descienden de Alfonso IX de León.

León
Leonés, de las montañas de León. Su tronco es el de Alfonso IX. Usa las armas reales de León:
• En campo de plata, león rampante de púrpura, linguado y uñado de gules, y coronado de oro.
Carlos Grixalba, Enciclopedia de heráldica, Capítulo 3, Diccionario onomástico y toponímico.

### Según otros genealogistas
Otros genealogistas escriben que el apellido León tiene su origen en las montañas de León y que hubo un solar muy antiguo de este apellido en el lugar de Rioseco de Tapia, hoy perteneciente al partido judicial de León.
Luego se extendió por Asturias, Cantabria, ambas Castillas, Aragón, Valencia, Cataluña, Andalucía y Extremadura, de donde partió hacia América.

### Posible origen francés
Existe un León recogido por el filólogo, historiador y teólogo suizo Jean-Jacques Hofmann en su Lexicon Universale (conservado en la Universidad de Mannheim) que señala que el apellido este tiene su origen en una rama de la Casa de Rohan (rohanaea), Vizcondes de Armórica, (actual Bretaña francesa), describiéndolo como «apellido de familia principal de la Galia».

## Distribución

### Chile

Escudo del linaje León en Chile

A Chile, el apellido León entró gracias a conquistadores españoles a inicios del siglo XVI. Pedro de León fue el primero de esta familia en establecerse, llegando en 1535 con la expedición de Pedro de Valdivia junto a su hermano Fernando. Ambos procedían de la región de La Mancha, en España. Sin embargo, ninguno dejó descendencia masculina, por lo que el apellido no prosperó.
Sin embargo, posteriormente llegó a Chile Juan de León, nacido en Sevilla. Dejó múltiple descendencia con su apellido, y de esta surgió además el linaje León de la Barra.